# Carlos Moscardini
Carlos Moscardini (1959– ) é um violonista e compositor argentino.
Em 1990, após ser consagrado como o melhor solista no concurso Nova Música Popular em sua província, gravou seu primeiro álbum solo, "El corazón manda", pela EPSA Records. Este trabalho, que incluiu composições de sua autoria e arranjos de outras composições argentinas famosas, foi aclamado pela crítica e por outros artistas notáveis, como seu conterrâneo Juan Falù.
Atualmente é docente titular do Conservatorio de Música Gilardo Gilardi (La Plata) e do Conservatorio Superior de Música Manuel De Falla (Buenos Aires).

## Discografia[4]
- El Corazón Manda (1997)
- Buenos Aires de Raíz (2005)
- Maldita Huella (2008), duo com Luciana Jury
- Horizonte Infinito (2009)
- Silencios del Suburbio (2012)
- Manos (2015)

## Prêmios e indicações

### Prêmio Açorianos
| Ano  | Categoria             | Indicação         | Resultado |
| ---- | --------------------- | ----------------- | --------- |
| 2010 | Instrumentista de MPB | Carlos Moscardini | Venceu    |